# Calle Misericordia (Sevilla)
La calle Misericordia es una vía pública de la ciudad española de Sevilla.

## Descripción
La vía discurre desde la calle José Gestoso hasta la plaza del Pozo Santo. Debe el título al ya desaparecido hospital de la Misericordia. Aparece descrita en la Noticia histórica del origen de los nombres de las calles de esta ciudad de Sevilla (1839) de Félix González de León con las siguientes palabras:

Calle de la Misericordia. En el cuartel C. y parroquia de san Andres, está esta calle que pasa por delante del hospital de la Misericordia, de que ya se ha hablado, y de quien toma el nombre; es regular de ancho y pasa desde la calle de la Venera, á la plaza del Pozo Santo. Antiguamente se llamó de la Marquesa de Alcalá, por la casa que tienen en ella los marqueses de Alcalá de la Alameda.
(González de León, 1839, p. 364)